# Sidamara
Sidamara è un'antica città dell'Asia Minore (nell'attuale provincia di Konya in Turchia), sulla strada tra Eregli e Karaman) dalla quale prende il nome una tipologia di sarcofagi.
I sarcofagi del tipo Sidamara sono nell'arte romana una tipologia di sarcofagi figurati a inquadramento architettonico, nella quale le figure scolpite sono separate da colonne e inserite in piccole edicole  raffigurate sullo sfondo. Le edicole sono coronate da frontoni o da archi e sono spesso coperte all'interno da soffitti a semicupola decorati a conchiglia.
Il tipo si sviluppa tra il II e il III secolo d.C. nell'ambito della produzione asiatica . Prende il nome dal Sarcofago di Sidamara (III secolo d.C.), conservato nei Musei archeologici di Istanbul. Più tardi la tipologia viene imitata anche in sarcofagi scolpiti in altre regioni.
La tipologia venne adottata anche nell'ambito dei sarcofagi paleocristiani. Tra questi il sarcofago di Giunio Basso è articolato in due registri, quello superiore con personaggi separati da piccole colonne sulle quali corre una trabeazione rettilinea, e quello inferiore, che riprende l'articolazione dei sarcofagi del tipo Sidamara.